# Admiral Freebee
Admiral Freebee (Brasschaat, 1975) is de artiestennaam van de Antwerpse artiest Tom Van Laere. Hij haalde de naam uit het boek On the Road van Jack Kerouac. Zijn muziek kan omschreven worden als roots-rock, sterk gelijkend op het werk van Neil Young. Uiterlijk onderscheidt "de admiraal" zich door zijn groot postuur en volle baard.

## Loopbaan
Admiral Freebee brak door door de tweejaarlijkse wedstrijd Humo's Rock Rally, editie 2000. Hij werd tweede, na Mintzkov Luna. Meestal treedt Admiral Freebee op als groep, in een rockbezetting. De bandleden wisselen daarbij voortdurend.
Voor de tweede studioplaat Songs trok Van Laere naar de Verenigde Staten om daar in een professionele studio op te nemen. Op 2 juli 2005 trad Admiral Freebee voor het tweede jaar op rij op in de Marquee van Rock Werchter. In 2006 volgde een optreden op Pinkpop.
In datzelfde jaar vertrok Van Laere voor de tweede maal met lege handen richting Amerika om enkele weken later met een nieuwe gitaar en een nieuwe cd onder de arm terug te keren. Wild dreams of new beginnings werd geproduceerd door Malcolm Burn. Op de cd staat onder meer Coming of the knight, een duet met Emmylou Harris. Op 1 oktober 2006 trad Van Laere op op de 0110-concerten.
Admiral Freebee had zijn grootste hit in Vlaanderen met Always on the Run, een single van het album The honey and the knife (2010).
In 2011 verscheen een verzamel-cd (Wreck collection - The singles), waarvan het nummer Old angel midnight als single werd uitgebracht.
Admiral Freebee vond zichzelf voor het uitkomen van het zevende album noodgedwongen opnieuw uit. Een armblessure (tenniselleboog) leidde uiteindelijke tot het album 'The Gardener'. Het album was in 2020 al grotendeels af, maar bleef door corona op de planken liggen.
De Belg schreef mee aan het nummer Onder mijn huid van Stef Bos, dat in 2023 verscheen op diens album Bitterlief.

## Discografie

### Albums
| Album met eventuele hitnotering(en) in de Nederlandse Album Top 100 | Datum van verschijnen | Datum van binnenkomst | Hoogste positie | Aantal weken | Opmerkingen |
| ------------------------------------------------------------------- | --------------------- | --------------------- | --------------- | ------------ | ----------- |
| The honey & the knife                                               | 22-02-2010            | 06-03-2010            | 95              | 2            |             |

| Album met hitnotering(en) in de Vlaamse Ultratop 200 albums | Datum van verschijnen | Datum van binnenkomst | Hoogste positie | Aantal weken | Opmerkingen   |
| ----------------------------------------------------------- | --------------------- | --------------------- | --------------- | ------------ | ------------- |
| Admiral Freebee                                             | 05-02-2003            | 15-02-2003            | 1(1wk)          | 70           |               |
| Songs                                                       | 25-03-2005            | 02-04-2005            | 1(3wk)          | 43           |               |
| Wild dreams of new beginnings                               | 13-10-2006            | 21-10-2006            | 1(2wk)          | 28           |               |
| The honey & the knife                                       | 22-01-2010            | 06-03-2010            | 1(2wk)          | 34           |               |
| Wreck collection - The singles                              | 28-10-2011            | 05-11-2011            | 25              | 17           | Verzamelalbum |
| The great scam                                              | 03-03-2014            | 08-03-2014            | 1(1wk)          | 25           |               |
| Wake up and dream                                           | 08-04-2016            | 16-04-2016            | 1(1wk)          | 29           |               |
| A duet for one                                              | 20-10-2017            | 28-10-2017            | 7               | 8            |               |

### Singles
| Single met hitnotering(en) in de Vlaamse Ultratop 50 | Datum van verschijnen | Datum van binnenkomst | Hoogste positie | Aantal weken | Opmerkingen               |
| ---------------------------------------------------- | --------------------- | --------------------- | --------------- | ------------ | ------------------------- |
| Rags 'n' run                                         | 2002                  | 25-01-2003            | tip2            | -            |                           |
| Faithful to the night                                | 2006                  | 04-11-2006            | 50              | 1            | Nr.8 in de Radio 2 Top 30 |
| Always on the run                                    | 18-01-2010            | 06-02-2010            | 19              | 14           |                           |
| Last song about you                                  | 03-05-2010            | 15-05-2010            | tip8            | -            |                           |
| Look at what love has done                           | 04-10-2010            | 23-10-2010            | tip28           | -            |                           |
| Old angel midnight                                   | 03-10-2011            | 05-11-2011            | tip19           | -            |                           |
| Nothing else to do                                   | 10-01-2014            | 22-02-2014            | 38              | 3            |                           |
| Breaking away                                        | 25-04-2014            | 10-05-2014            | tip10           | -            |                           |
| Walking wounded                                      | 18-08-2014            | 30-08-2014            | tip14           | -            |                           |
| Making love in 2014                                  | 24-11-2014            | 06-12-2014            | tip16           | -            |                           |

## Tracklist van albums
- Admiral Freebee (2003)
  - Get out of town
  - Rags 'n' run (single)
  - Rebound love
  - Ever present (single)
  - There's a road (Noorderlaan)
  - I got love
  - Mediterranean Sea (single)
  - Admiral for president
  - Serenity now!
  - Einstein brain (single)
  - Alibies
  - Bad year for rock 'n' roll

- Songs (2005)
  - The worst is yet to come
  - Lucky one (single)
  - Recipe for disaster (single)
  - Sad rebel
  - Boy you never found (single)
  - Oh darkness (single)
  - Hope alone
  - Carry on (single)
  - Waiting for nothing
  - Murder of the sun
  - Afterglow
  - Framing the agony
  - Baby's chest

- Wild dreams of new beginnings (2006)
  - Faithful to the night (single)
  - I'd much rather go out with the boys
  - Trying to get away
  - All through the night
  - Perfect town
  - Nobody knows you
  - Wild dreams of new beginnings (single)
  - Devil in the details
  - Living for the weekend (single)
  - Blue eyes
  - Coming of the knight (met Emmylou Harris)

- The honey and the knife (2010)
  - Blues from a hypochondriac (Always hoping for the worst)
  - My hippie ain't hip
  - Look at what love has done
  - Under my secret skin
  - The longing never stops
  - Always on the run (single)
  - Last song about you
  - Fools like us
  - The art of walking away
  - Hymns for demons/home
  - Home (bonustrack)
  - Green light shines (bonustrack)

- The great scam (2014)
  - Nothing else to do
  - Walking wounded
  - Breaking away
  - Making love in 2014
  - Finding my way back yo you
  - Poet's words
  - I don't want to feel good today
  - Do your duty
  - No one here
  - The land of lack
  - In spring
  - Sad old light
- Wake up and dream (2016)
- A duet for one (2017)
- The Gardener (2021)
  - This dream of you
  - Digital blues
  - Coming of the light
  - No ordinary moments
  - Walking each other home
  - Not in it 4 love
  - On a day like this one
  - The wonder of life
  - The gardener
  - No one can stop me now
  - There is nothing wrong with you
  - Rising in love
  - Dream avenue
  - Looking for love in all the wrong places
  - Feel is all